# Balezinói járás
A Balezinói járás oroszul: Балезинский район [Balezinszkij rajon], udmurtul Балезино ёрос [Balezino jorosz]) Oroszország egyik járása Udmurtföldön. Székhelye Balezino.

## Földrajz
A Felső-kámai-hátságon fekszik. Területe 2434,7 km². Szomszédai északon az Afanaszjevói járás (Kirovi terület), északkeleten a Szivai járás (Permi határterület), keleten a Kezi járás, délen az Igrai járás, délnyugaton a Krasznogorszkojei járás,  nyugaton a Glazovi járás.

## Népesség
- 2002-ben 38 443 lakosa volt, melynek 57,6%-a udmurt, 30,9%-a orosz, 9,8%-a tatár.
- 2010-ben 34 617 lakosa volt, melyből 17 964 fő udmurt, 12 332 orosz, 3 276 tatár, 240 beszermian stb.

## Külső hivatkozások
- A járás honlapja Archiválva 2012. november 20-i dátummal a Wayback Machine-ben